# L'Autobus volant du professeur Poopsnagle
 (septembre 2024).
L'Autobus volant du professeur Poopsnagle (Professor Poopsnaggle's Steam Zeppelin) est une série télévisée australienne en 24 épisodes tournée en 1986 et diffusée tout l'été 1989 dans Amuse 3 sur FR3 .
Cette série semble être une série dérivée de La Vallée secrète.
La série met en scène des préadolescents qui, accompagnés d'un docteur, doivent retrouver le professeur Poopsnagle (le génial inventeur de l'autobus volant) enlevé par le comte Sator.
Pour disposer d'une monnaie d'échange, ils se mettent à la recherche de sept salamandres d'argent, créées pour découvrir la méga-vapeur, une énergie nouvelle que le comte Sator convoite.
À noter l'ouvrage de Thérèse de Chérisey intitulé : " Professeur Poopsnagle ", édité chez Hachette en 1989, dans la collection La Bibliothèque rose.